# サンティアゴ・フットサル
サンティアゴ・フットサル（Santiago Futsal）は、スペイン・ガリシア州ア・コルーニャ県サンティアゴ・デ・コンポステーラを本拠地とするフットサルクラブ。プリメーラ・ディビシオンに所属している。2012年まではアウトス・ロベリェ・サンティアゴFS（Autos Lobelle de Santiago Fútbol Sala）という名称だった。5,500人収容のパベジョン・ムルティウソス・フォンテス・ド・スールをホームアリーナとしている。

## 歴史
自動車会社のアウトス・ロベリェを経営するホセ・アントニオ・ロベリェによって、1975年にアウトス・ロベリェ・サンティアゴFSとして創設された。最初期にはアウトス・ロベリェの社員が選手としてプレーしていた。
2004年から2008年にはブラジル代表のベトンが在籍した。2006年にはコパ・デ・エスパーニャで優勝し、2007年には欧州フットサルカップウィナーズカップで優勝した。2010年にはスーペルコパ・デ・エスパーニャで優勝した。2012年にはサンティアゴ・フットサルに改称した。

## 名称
- 1975-2012 アウトス・ロベリェFS (Autos Lobelle FS)
- 2012- サンティアゴ・フットサル (Santiago Futsal)

## タイトル
- 欧州フットサルカップウィナーズカップ（英語版） (1) : 2007
- コパ・デ・エスパーニャ (1) : 2006
- スーペルコパ・デ・エスパーニャ（英語版） (1) : 2010

## 成績
| シーズン | 部  | リーグ      | 順位 | 備考 |
| -------- | --- | ----------- | ---- | ---- |
| 1993-94  | 3部 | ナシオナルA | -    |      |
| 1994-95  | 3部 | ナシオナルA | -    |      |
| 1995-96  | 3部 | ナシオナルA | -    |      |
| 1996-97  | 3部 | ナシオナルA | -    |      |
| 1997-98  | 3部 | ナシオナルA | -    |      |
| 1998-99  | 3部 | ナシオナルA | -    |      |
| 1999-00  | 3部 | ナシオナルA | -    | 昇格 |
| 2000-01  | 2部 | プラータ    | 7位  |      |
| 2001-02  | 2部 | プラータ    | 8位  |      |
| 2002-03  | 2部 | プラータ    | 2位  | 昇格 |
| 2003–04  | 1部 | オノール    | 10位 |      |
| 2004–05  | 1部 | オノール    | 7位  |      |

| シーズン | 部  | リーグ     | 順位          | 備考 |
| -------- | --- | ---------- | ------------- | ---- |
| 2005–06  | 1部 | オノール   | 5位           |      |
| 2006–07  | 1部 | オノール   | 11位          |      |
| 2007–08  | 1部 | オノール   | 7位           |      |
| 2008–09  | 1部 | オノール   | 4位           |      |
| 2009–10  | 1部 | オノール   | 4位           |      |
| 2010–11  | 1部 | オノール   | 4位           |      |
| 2011–12  | 1部 | プリメーラ | 5位 / ベスト8 |      |
| 2012–13  | 1部 | プリメーラ | 7位 / ベスト8 |      |
| 2013–14  | 1部 | プリメーラ | 9位           |      |
| 2014–15  | 1部 | プリメーラ | 11位          |      |
| 2015–16  | 1部 | プリメーラ | 10位          |      |
| 2016–17  | 1部 | プリメーラ | —             |      |